# United States Army Pacific
L'United States Army Pacific est un commandement de l'United States Army. Elle est la composante terrestre du United States Pacific Command.

## Organisation

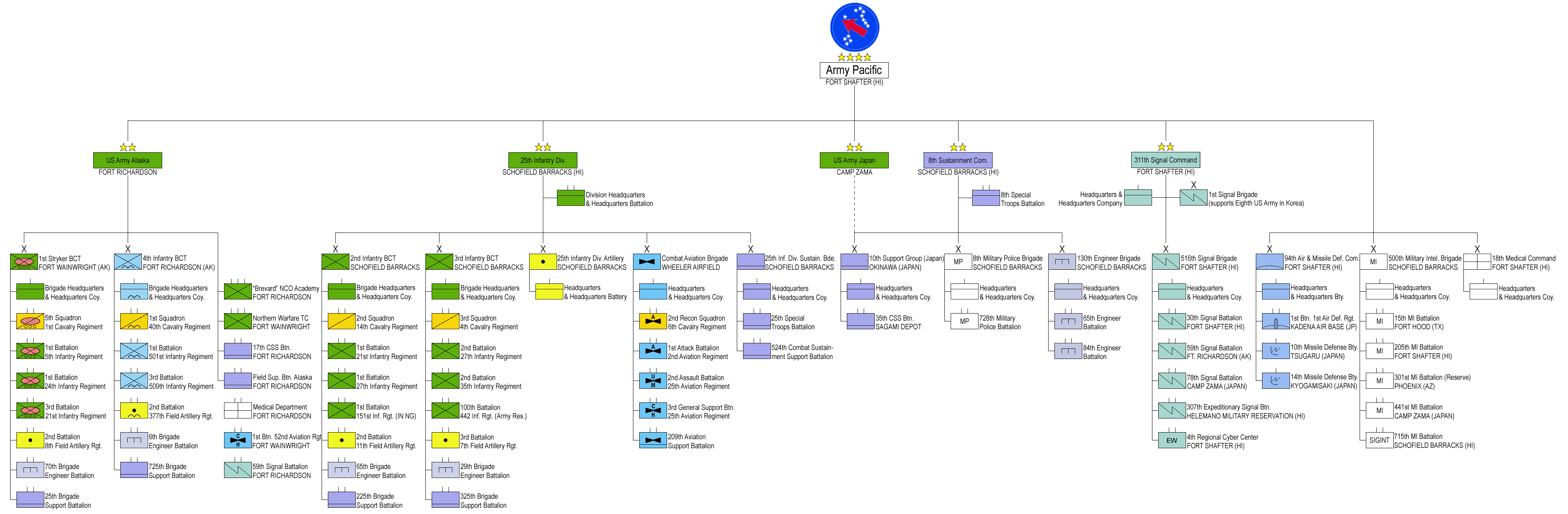